# 重齿蔷薇
重齿蔷薇（学名：Rosa duplicata），为蔷薇科蔷薇属下的一个种。

## 扩展阅读
維基物種上的相關：重齿蔷薇